# 3 000 mètres steeple féminin aux championnats du monde d'athlétisme 2011
Navigation
Berlin 2009 Moscou 2013
L'épreuve du 3 000 mètres steeple féminin des championnats du monde d'athlétisme 2011 s'est déroulée les 27 et 30 août 2011 dans le Stade de Daegu en Corée du Sud. Elle est remportée par la Tunisienne Habiba Ghribi après disqualification pour dopage de la Russe Yuliya Zaripova en 2016.

## Critères de qualification
Pour se qualifier pour les Championnats (minima A), il fallait avoir réalisé moins de 9 min 43 s 00 entre le 1er octobre 2010 et le 15 août 2011. Le minima B est de 9 min 50 s 00. 

## Records et performances

### Records
Les records du 3 000 m steeple femmes (mondial, des championnats et par continent) étaient avant les championnats 2011 les suivants. 
| Records                   | Athlète                  | Pays       | Temps         | Lieu                 | Date            |
| ------------------------- | ------------------------ | ---------- | ------------- | -------------------- | --------------- |
| Record du monde           | Gulnara Samitova-Galkina | Russie     | 8 min 58 s 81 | Beijing, Chine       | 17 août 2008    |
| Record des championnats   | Yekaterina Volkova       | Russie     | 9 min 06 s 57 | Osaka, Japon         | 27 août 2007    |
| Record d'Afrique          | Eunice Jepkorir          | Kenya      | 9 min 07 s 41 | Beijing, Chine       | 17 août 2008    |
| Record d'Asie             | Liu Nian                 | Chine      | 9 min 26 s 25 | Wuhan, Chine         | 2 novembre 2007 |
| Record d'Amérique du Nord | Jennifer Barringer       | États-Unis | 9 min 12 s 50 | Berlin, Allemagne    | 17 août 2009    |
| Record d'Amérique du Sud  | Sabine Heitling          | Brésil     | 9 min 41 s 22 | Londres, Royaume-Uni | 25 juillet 2009 |
| Record d'Europe           | Gulnara Samitova-Galkina | Russie     | 8 min 58 s 81 | Beijing, Chine       | 17 août 2008    |
| Record d'Océanie          | Donna MacFarlane         | Australie  | 9 min 18 s 35 | Oslo, Norvège        | 6 juin 2008     |

### Meilleures performances de l'année 2011
Les dix athlètes les plus rapides de l'année sont, avant les championnats (au 14 août 2011), les suivants.
| Rang | Athlète                   | Pays     | Temps         | Date            |
| ---- | ------------------------- | -------- | ------------- | --------------- |
| 1    | Milcah Chemos Cheywa      | Kenya    | 9 min 12 s 89 | 26 mai 2011     |
| 2    | Sofia Assefa              | Éthiopie | 9 min 15 s 04 | 26 mai 2011     |
| 3    | Mercy Wanjiku Njoroge     | Kenya    | 9 min 16 s 94 | 6 mai 2011      |
| 4    | Lydia Jebet Rotich        | Kenya    | 9 min 19 s 20 | 6 mai 2011      |
| 5    | Habiba Ghribi             | Tunisie  | 9 min 20 s 33 | 26 mai 2011     |
| 6    | Birtukan Adamu            | Éthiopie | 9 min 20 s 37 | 26 mai 2011     |
| 7    | Yuliya Zarudneva Zaripova | Russie   | 9 min 23 s 82 | 23 juillet 2011 |
| 8    | Hiwot Ayalew              | Éthiopie | 9 min 23 s 88 | 6 août 2011     |
| 9    | Lyudmila Kuzmina          | Russie   | 9 min 26 s 03 | 23 juillet 2011 |
| 10   | Birtukan Fente            | Éthiopie | 9 min 28 s 27 | 30 juin 2011    |

## Résultats

### Finale
| Rang               | Athlète               | Temps          | Note    |
| ------------------ | --------------------- | -------------- | ------- |
| Médaille d'or      | Habiba Ghribi         | 9 min 11 s 97  | (NR)    |
| Médaille d'argent  | Milcah Chemos Cheywa  | 9 min 17 s 16  |         |
| Médaille de bronze | Mercy Wanjiku Njoroge | 9 min 17 s 88  |         |
| 4                  | Lydia Jebet Rotich    | 9 min 25 s 74  |         |
| 5                  | Sofia Assefa          | 9 min 28 s 24  |         |
| 6                  | Hanane Ouhaddou       | 9 min 32 s 36  |         |
| 7                  | Gesa Felicitas Krause | 9 min 32 s 74  | (PB)    |
| 8                  | Birtukan Fente        | 9 min 36 s 81  |         |
| 9                  | Emma Coburn           | 9 min 51 s 40  |         |
| 10                 | Barbara Parker        | 9 min 56 s 66  |         |
| 11                 | Birtukan Adamu        | 10 min 05 s 10 |         |
| —                  | Lyubov Kharlamova     | DQ             | en 2017 |
| —                  | Yuliya Zaripova       | DQ             | en 2016 |
| —                  | Binnaz Uslu           | DQ             |         |
| —                  | Sara Moreira          | DQ             |         |

### Séries
| Rang | Athlète               | Temps          | Note |
| ---- | --------------------- | -------------- | ---- |
| 1    | Binnaz Uslu           | 9 min 24 s 06  | (NR) |
| 2    | Habiba Ghribi         | 9 min 24 s 56  |      |
| 3    | Mercy Wanjiku Njoroge | 9 min 24 s 95  |      |
| 4    | Hanane Ouhaddou       | 9 min 25 s 96  |      |
| 5    | Birtukan Fente        | 9 min 28 s 82  |      |
| 6    | Fionnuala Britton     | 9 min 41 s 17  |      |
| 7    | Bridget Franek        | 9 min 43 s 09  |      |
| 8    | Korene Hinds          | 9 min 52 s 11  |      |
| 9    | Jana Sussmann         | 9 min 59 s 53  |      |
| 10   | Diana Martín          | 10 min 04 s 59 |      |
| 11   | Ángela Figueroa       | 10 min 06 s 00 |      |

| Rang | Athlète               | Temps          | Note |
| ---- | --------------------- | -------------- | ---- |
| 1    | Sofia Assefa          | 9 min 32 s 48  |      |
| 2    | Lydia Jebet Rotich    | 9 min 36 s 70  |      |
| 3    | Sara Moreira          | 9 min 36 s 97  |      |
| 4    | Emma Coburn           | 9 min 38 s 42  |      |
| 5    | Lyubov Kharlamova     | 9 min 40 s 04  |      |
| 6    | Cristina Casandra     | 9 min 51 s 00  |      |
| 7    | Gülcan Mingir         | 10 min 04 s 83 |      |
| 8    | Minori Hayakari       | 10 min 05 s 34 |      |
| 9    | Salima El Ouali Alami | 10 min 07 s 71 |      |
| 10   | Marcela Lustigová     | 10 min 12 s 54 |      |
|      | Mardrea Hyman         | DNF            |      |

| Rang | Athlète               | Temps          | Note |
| ---- | --------------------- | -------------- | ---- |
| 1    | Milcah Chemos Cheywa  | 9 min 35 s 61  |      |
| 2    | Yuliya Zaripova       | 9 min 35 s 80  |      |
| 3    | Gesa Felicitas Krause | 9 min 35 s 83  | (PB) |
| 4    | Birtukan Adamu        | 9 min 37 s 31  | (SB) |
| 5    | Barbara Parker        | 9 min 38 s 21  |      |
| 6    | Beverly Ramos         | 9 min 45 s 50  |      |
| 7    | Stephanie Garcia      | 9 min 53 s 47  |      |
| 8    | Stephanie Reilly      | 9 min 55 s 49  |      |
| 9    | Sandra Eriksson       | 10 min 03 s 20 |      |
| 10   | Svitlana Shmidt       | 10 min 14 s 16 |      |
| 11   | Iríni Kokkinaríou     | 10 min 15 s 18 |      |

## Légende
Records et Performances
- AR : Record continental (area record)
- CR : Record des championnats (championship record)
- MR : Record du meeting (meet record)
- NR : Record national (national record)
- OR : Record olympique (olympic record)
- PR : Record paralympique (paralympic record)
- PB : Record personnel (personal best)
- SB : Meilleure performance personnelle de la saison (season's best)
- WL : Meilleure performance mondiale de l'année (world leader)
- WJR : Record du monde junior (world junior record)
- WR : Record du monde (world record)

Circonstances et Conditions
- DNF : N'a pas terminé (did not finish)
- DNS : N'a pas pris le départ (did not start)
- DQ : Disqualification (disqualification)
- NM : Aucun essai valable enregistré (No Mark)
- Q : Qualifié « directement » au prochain tour (ou à la prochaine compétition), lors d'une compétition majeure, grâce au classement ou à la réalisation des minima (automatic qualifier)
- q : Qualifié au prochain tour (ou à la prochaine compétition), lors d'une compétition majeure, grâce au repêchage ou à la réalisation de l'une des meilleures performances parmi celles des « non qualifiés directement » (grâce au meilleur temps ou à la meilleure distance par exemple) (secondary qualifier)